# Кёлер, Август (богослов)
Август Келер (нем. August Köhler; 8 февраля 1835, Шмаленберг — 17 февраля 1897, Эрланген) — протестантский богослов.
Учился в Бонне, Эрлангене и Утрехте. С 1857 г. и до конца жизни преподавал в Эрлангенском университете (с перерывом в 1864—1868 гг., из которых первые два провёл в Йенском университете, а вторые два — в Боннском), с 1862 г. экстраординарный профессор, с 1864 г. ординарный профессор. В 1884—1885 гг. проректор университета. Среди его учеников был, в частности, Рудольф Отто.
Опубликовал в Эрлангене монографию «Нидерландская реформатская церковь» (нем. Die niederländische reformirte Kirche; 1856), описывающую современное состояние этой деноминации, и ряд работ по Ветхому Завету, в том числе «Пророки послепленного периода» (нем. Die nachexilischen Propheten; 1860—1865, в четырёх выпусках) и «Учебник библейской истории Ветхого Завета» (нем. Lehrbuch der biblischen Geschichte Alten Testaments; 1875—1890, в трёх томах).
Сформировался как теолог под влиянием Франца Делича. Сторонник консервативной в историческом и религиозном аспектах интерпретации библейских источников, оппонировал Юлиусу Велльгаузену.